# Pseudolimnophila exsul
Pseudolimnophila exsul är en tvåvingeart. Pseudolimnophila exsul ingår i släktet Pseudolimnophila och familjen småharkrankar.

## Underarter
Arten delas in i följande underarter:
- P. e. exsul
- P. e. prefurcata